# 台北捷運環状線電車
台北捷運環状線電車（タイペイしょううん かんじょうせんでんしゃ）は台湾で2020年1月31日の開業とともに、台北捷運（北捷、台北MRT、台北メトロ）環状線で運行される通勤型電車。型式名は2019年現在で付与されていない。

## 概要

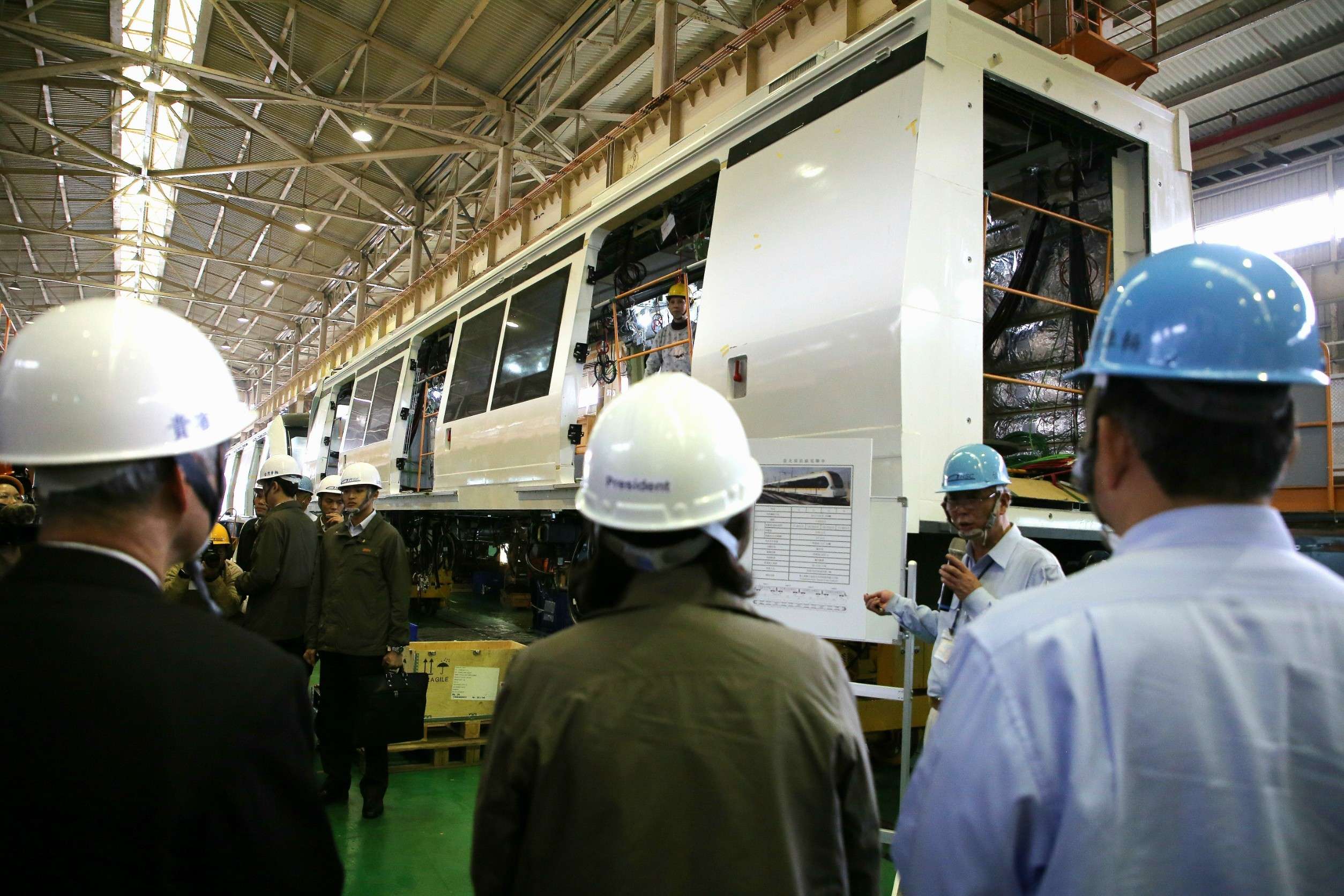
新竹県の台湾車輌本社工場で製造中の列車（2017年3月）

台北捷運では文湖線に次ぐ中運量規格（中量軌道輸送システム）の列車となる。
台北市政府捷運工程局が2009年に行った環状線第1段階の機電工程入札でイタリアのアンサルド・ブレーダ（AnsaldoBreda S.p.A.）がボンバルディア・トランスポーテーションを破って受注。ブレーダの後身となる日立レールイタリア（HRI：Hitachi Rail Italy S.p.A.）が契約を継承し、全17編成のうち15編成は台湾車輌による国内生産となった。
ブレーダおよびHRIの汎用型モデルで無人運転に対応した「ドライバーレス・メトロ」が採用されている。台湾では台湾鉄路管理局のEMU300型に次いでイタリア製としては2例目、日立ブランドとしては国内捷運系列車で初の採用例となる。
2016年8月にカラブリア州にあるHRIレッジョ・ディ・カラブリア工場で第1編成が落成し出場式典が行われ同月末に台湾に向けて航送された(p72)。同年11月に新北市新店区の南機廠に搬入され、12月に車両公開と各種の構内試運転を(p74)、2017年に本線上での試運転を開始した。
2018年8月1日には全17編成が納入された。

## 仕様
台北捷運のVAL256や370型といった、ゴムタイヤ式を採用し車両間の通り抜けもできない従来の中運量タイプとは多くの点で設計仕様の見直しが図られ、貫通式連結路や鉄輪式など他路線の高運量タイプと同じコンセプトとなっている。乗車定員は同じ中運量タイプながら輸送力の小ささで混雑が深刻な文湖線の456人より増えた650人。
台車は環状線の急曲線に対応するためコペンハーゲン地下鉄で導入された同じシリーズより軽量化が図られ最小曲線半径35メートルに対応した。急曲線区間通過時の騒音を抑制するため車輪にゴム素材を挟んだ弾性車輪が採用されている。
中間車を除いた2両編成の同形式が新北捷運三鶯線でも導入される。

### 外観
先頭車はイルカを参考にした20度の傾斜をもつ流線型状で、最前部も無人運転のため運転室はなく、前面展望が可能な大型窓の客室となっている。前面窓の下部左右両側にLED式の前照灯と尾灯があるが、車外には行先表示装置は設置されていない。前照灯の下部にはアンチクライマーが突き出している(p38)。投入される環状線では全駅でホームドアが採用されるため、連結部における転落防止幌は省略された。
塗装はドライバーレス・メトロの標準的な白を主体に、前面窓まわりは黒、側面はラインカラーのイエローが上下2本の帯状に採用されているが、5編成は「公共芸術塗装」版が別途採用され先頭部分の大部分がイエロー、後方にかけて水玉混じりで白一色になる。
公共芸術塗装版は東京を拠点とし、数々のインスタレーション作品で知られるフランス人建築家エマニュエル・ムホー（Emmanuelle Moureaux）が環状線各駅および新店渓の鉄道橋とともに意匠を設計した。
台北捷運では珍しくラインカラーに準拠したカラーリングでもあることから、ハリウッド映画トランスフォーマーシリーズのキャラクター「バンブル（現地表記は大黃蜂）」になぞらえられ、2014年に実際にデザインが発表された際は車両の造型がミックスされたロボットが展示された。

### 内装
内装は壁面や床がグレーの淡色系がメインで、吊革や手摺はラインカラーのイエローとなっている。非常ドアコックなどの安全上の備品は柱や壁の凹面内部に設置され、居住性を高めている。
客室内はオールロングシートで、座席は人間工学に基づいた設計となっている。ドア直近のロングシート両端部は濃い藍色で博愛座（優先座席）とされ、イエローの他の席とは明確に区別されている。

車内はカバーつきのLED照明が天井に設置され、最前部および側面の大型窓とあわせて採光性が高い
通路幅は1.23メートルで(p18)、客室内天井高さは2.05メートル(p18)。
ドアは1両片側あたり外側両開きのスライドドアで幅1.6メートル、高さ1.95メートル。
左右ドアの中間にはスタンションポールがあり、その上方は煙感知器が設置されている。また、新北産業園区駅で桃園機場捷運にも連絡するため、空港利用客を考慮して、全車両の連結部付近に26インチのスーツケースが2個収容できる大型荷物置き場（中間車2か所、先頭車1か所の計6か所で、幅1.18メートル、奥行き0.56メートル、高さ1.11メートル(p20)）が設置されている。
| 内装 |  | ドアと連結面 |
| 内装 |  | ドアと連結面 |

| ポールと吊革 |  | 荷物置き場を備えた連結部 |
| ポールと吊革 |  | 荷物置き場を備えた連結部 |

## 編成
| ← 時計回り反時計回り → |                |             |             |             |        |
| 形式                   | 形式           | A           | C           | D           | B      |
| 機器配置               | 機器配置       | VVVF        | VVVF        | VVVF        | VVVF   |
| 集電靴                 | 集電靴         | 有          | 有          | 有          | 有     |
| 車内設備(p6)           | 車内設備(p6)   | ,           | ,           | ,           | ,      |
| 車体長(mm)(p6)         | 車体長(mm)(p6) | 17,455      | 16,760      | 16,760      | 17,455 |
| 重量(t)                | 重量(t)        | 117         | 117         | 117         | 117    |
| 座席定員(p21)          | 座席定員(p21)  | 25          | 24          | 24          | 25     |
| 車両定員               | 車両定員       | 650         | 650         | 650         | 650    |
| 車両番号               |                |             |             |             |        |
| HRI                    | A101 : A102    | C101 : C102 | D101 : D102 | B101 : B102 |        |
| 台湾車輌               | A103 : A117    | C103 : C117 | D103 : D117 | B103 : B117 |        |

凡例：
- A/B - 制御動力車
- C/D - 動力車
- ：バリアフリー
- ：手荷物置き場
- ：Wi-Fi